# SN 2009fd
SN 2009fd – supernowa typu Ia odkryta 17 maja 2009 roku w galaktyce A152910+4047. W momencie odkrycia miała maksymalną jasność 20,40m.